# Eichenwidderbock

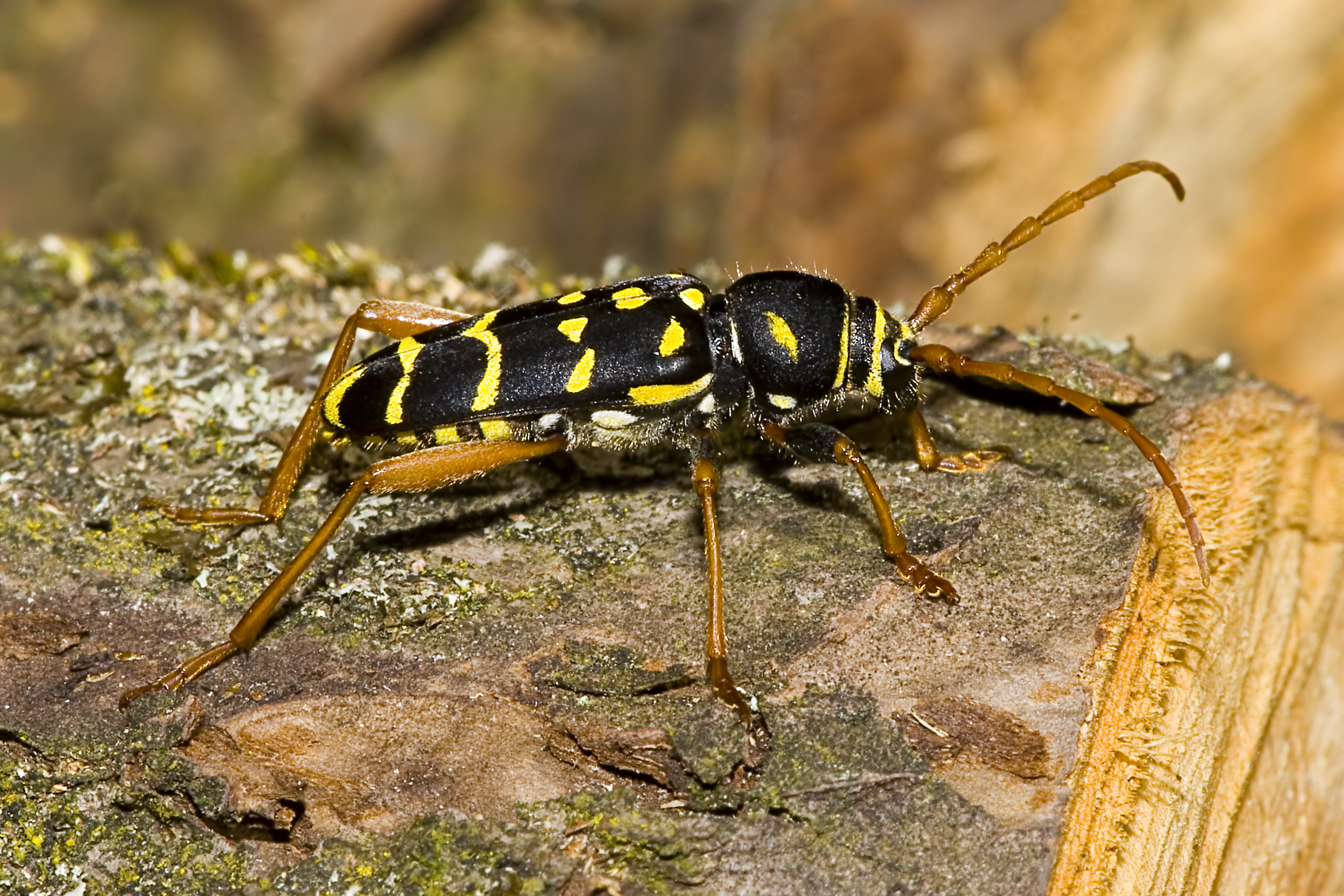
Eichenwidderbock

Der Eichenwidderbock, Wespenbock oder Eichenzierbock (Plagionotus arcuatus) ist ein Käfer aus der Familie der Bockkäfer (Cerambycidae).

## Beschreibung
Die Käfer werden 8 bis 20 Millimeter lang. Sie sind dem Gemeinen Widderbock sehr ähnlich, aber kräftiger gebaut. Der Körper ist schwarz und hat gelbe schmale Binden die auch am Kopf zu finden sind. Ihr Körper sieht Wespen zum Verwechseln ähnlich. Diese Tarnung (Mimikry) schützt sie vor Feinden. Die Fühler und Beine sind durchgehend hellbraun.
Das Aussehen des Eichenwidderbocks ist variabel; so kann das Band der Zeichnung in Einzelflecke aufgelöst sein. Das zweite und dritte Band kann sich ganz oder teilweise in Längsrichtung vereinigen. Die kleinen Flecke auf der Naht hinter dem Halsschild sind dagegen beständig.

## Vorkommen
Die Art ist vor allem in Eichenbeständen von tiefen Lagen bis in niedrige Berglagen anzutreffen. Der Eichenwidderbock ist in Mittel- und Südeuropa anzutreffen. Im Norden reicht das Verbreitungsgebiet bis ins mittlere Norwegen und Schweden sowie in den Süden Finnlands. In England ist die Art nur selten anzutreffen.

## Lebensweise
Die Eier werden bevorzugt in die Rinde liegender Eichenstämme, kranker Bäume oder Stubben gelegt. Direkt bei der Ablage wird das Weibchen vom Männchen begattet.
Die Larven nagen in den Ästen lange, breite, geschlängelte Gänge, die mit Bohrmehl wieder aufgefüllt werden. Die Verpuppung erfolgt in etwa drei bis sieben Zentimeter Tiefe im Holz, insgesamt dauert die Larvalentwicklung etwa zwei Jahre. Selten werden die Larven auch in Buchen, Linden oder Pappeln angetroffen.
Die Käfer besuchen im Gegensatz zu ähnlichen Arten keine Blüten, sondern bleiben auf ihren Brutholzstämmen, sie können von Mai bis Juni angetroffen werden.